# John McAleese
John Thomas "Mac" McAleese MM (25 de abril de 1949 - 26 de agosto de 2011) fue un soldado británico que participó en la unidad del SAS que incursionó a la embajada iraní en Londres, mayo de 1980, durante la Operación Nimrod. Es conocido por contar su historia en televisión y tomar parte en el reality show SAS; are you tough enough? (SAS; eres lo suficientemente duro?) en 2002.
Nació en Stirling y creció en Laurieston, Stirlingshire, Escocia. Se enlistó al 59.º Comando independiente de Ingenieros Reales en 1969 a la edad de 20 años. Posteriormente se trasladó a Hereford en 1975 al ser aceptado en el Servicio Aéreo Especial. Para 1980 tenía el rango de cabo, sirviendo en la tropa Pagoda, escuadrón B del 22.º Regimiento, cuando junto a su equipo -Blue Team (Equipo Azul)- fue visto en directo en televisión, colocando cargas explosivas en el balcón de primer piso de la embajada iraní como parte de la incursión del día 5 de mayo.
Posteriormente participó en la Guerra de las Malvinas en 1982, recibiendo la medalla militar en 1988 por su servicio en Irlanda del Norte. Por igual sirvió como guardaespaldas de tres primer ministro británicos. Se retiró con honores del ejército británico el 8 de febrero de 1992 con el rango de staff sergeant (sargento de personal). Después, trabajó como consultor en Irak y Afganistán, así como instructor de airsoft.
John McAleese sufrió un ataque al corazón y murió en Salónica, Grecia en 2011.
Existe la creencia de que Infinity Ward en honor a McAleese creó el personaje del Capitán Price del videojuego Call of Duty Modern Warfare ya que es físicamente parecido a McAleese y ambos son del SAS Británico